# Loi du retour

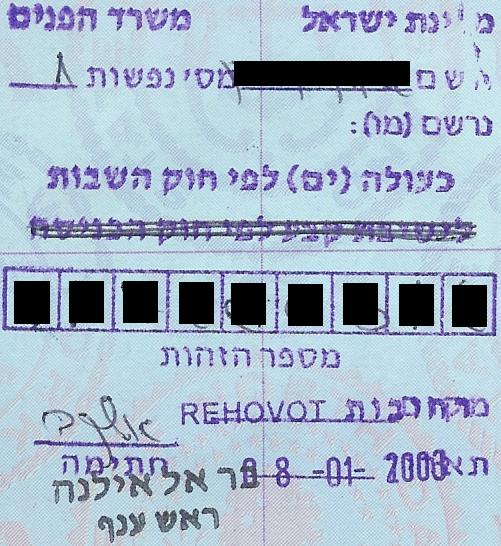
Tampon dans un passeport délivrant au titulaire juif la citoyenneté israélienne en application de la loi du retour

La loi du retour (חוֹק השְבוּת, Khoq Ha-Shvout), votée le 5 juillet 1950 par la Knesset, garantit à tout Juif (ainsi qu'à son éventuelle famille non juive) le droit d'immigrer en Israël.
Un visa d’immigrant sera délivré à tout Juif qui aura exprimé le désir de s’établir en Israël, à moins que le ministre de l’Intérieur soit convaincu que le candidat mène des activités dirigées contre le peuple juif, risque de porter atteinte à la salubrité publique ou à la sécurité de l’État ou encore a un passé criminel susceptible de mettre en danger le bien-être public.
Un Juif qui vient en Israël et manifeste ensuite le désir de s’établir peut, alors qu’il se trouve encore en Israël, recevoir un certificat d’immigrant, sauf si les exceptions déjà énumérées s'appliquent en l'espèce.
Tout Juif qui a immigré dans ce pays avant l’entrée en vigueur de cette loi et tout Juif né dans ce pays que ce soit avant ou après l’entrée en vigueur de cette loi est dans la même situation que celui qui a immigré aux termes de cette loi.
Les droits d’un Juif aux termes de cette loi, les droits d’un immigrant selon la loi sur la nationalité de 1952 et les droits d’un immigrant aux termes de toute autre loi sont aussi accordés aux enfants et petits-enfants d’un Juif, à son conjoint et au conjoint d’un enfant ou d’un petit-enfant d’un Juif — à l’exception d’une personne qui était juive et a, de sa propre volonté, changé de religion. La loi s'applique, que le Juif par l’intermédiaire duquel un droit est invoqué soit toujours en vie ou non, qu’il ait immigré en Israël ou non.
Enfin, pour les besoins de cette loi, un Juif désigne être une personne soit née d’une mère juive, soit convertie au judaïsme et qui ne pratique pas une autre religion. Le ministre de l’Intérieur est chargé de l’application de cette loi et a été autorisé à prendre toute ordonnance pour son application et pour l’octroi de visas et de certificats d’immigration aux mineurs jusqu’à l’âge de 18 ans.

## Contenu de la loi
La loi du retour autorise (sauf exception, cf. art. 2.b.1 et 2) tout Juif ou membre de sa famille, à immigrer en Israël.
La loi exprime ainsi juridiquement l'objectif sioniste du « (en) rassemblement des exilés » (hébreu : קיבוץ גלויות, Kibbutz Galuyot ; biblique : Qibbuṣ Galuyoth ), litt. « Rassemblement des exilés » ou « de la diaspora juive ») au sein de l'État juif, objectif issu la promesse biblique de Deutéronome 30:1-5 donnée notamment par Moïse aux enfants d'Israël avant leur entrée en Terre d'Israël et rappelé dans la déclaration d'indépendance de l'État d'Israël : « L'État d'Israël sera ouvert à l'immigration des juifs de tous les pays où ils sont dispersés ».
Cette loi a été complétée par la loi sur la nationalité de 1952.

## Texte de la loi

### Première version
Voici le texte de la loi adoptée le 5 juillet 1950 (traduction non officielle) :
« 1. Tout Juif a le droit d’immigrer en Israël.

2. a) L’immigration se fera avec un visa d’immigrant.

2. b) Un visa d’immigrant sera délivré à tout Juif qui aura exprimé le désir de s’établir en Israël, à moins que le ministre de l'immigration soit convaincu que le candidat :
1) mène des activités dirigées contre le peuple juif ; ou
2) risque de porter atteinte à la salubrité publique ou à la sécurité de l’État.
3. a) Un Juif qui vient en Israël et manifeste ensuite le désir de s’établir peut, alors qu’il se trouve encore en Israël, recevoir un certificat d’immigrant.

3. b) Les exceptions précisées au paragraphe 2. b) s’appliqueront également à la délivrance d’un certificat d’immigrant, mais une personne ne sera pas considérée comme mettant en danger la santé publique du fait d’une maladie contractée après son arrivée en Israël.
4. Tout Juif qui a immigré dans ce pays avant l’entrée en vigueur de cette loi, et tout Juif né dans ce pays que ce soit avant ou après l’entrée en vigueur de cette loi, sera considérée être une personne venue dans ce pays au terme de cette loi.

5. Le ministre de l’Intérieur est chargé de l’application de cette loi et pourra prendre toute ordonnance pour son application et pour l’octroi de visas et de certificats d’immigration aux mineurs jusqu’à l’âge de 18 ans. »

### Amendements
- Le 23 août 1954, le terme « ministre de l'Immigration » a été remplacé par « ministre de l'Intérieur[4] ».
Surtout, une nouvelle exception au droit d'immigrer en Israël a été posée : ne pourra immigrer un juif qui « a un passé criminel susceptible de mettre en danger le bien-être public[4] ». L'objectif était en particulier d'éviter de voir Israël servir de refuge à des criminels d'autres pays tentant d'échapper à la justice.

- Le 10 mars 1970, la loi du retour est étendue « aux enfants et petits-enfants d’un Juif, à son conjoint et au conjoint d’un enfant ou d’un petit-enfant d’un Juif ».
Surtout une définition de qui est Juif est donnée dans le texte : Un « Juif » doit avoir une mère juive ou être Juif par la voie de la conversion. Pour limiter le nombre de conflits entre le ministère et les nouveaux immigrants sur la question de savoir qui est Juif, il a été expressément prévu dans l'amendement de 1970 : « les règlements pour l'application des sections 4A et 4B [ceux qui définissent les bénéficiaires de la loi du retour] exigent l'approbation du comité sur la constitution, la législation et les affaires juridiques de la Knesset ».

### Version actuellement en vigueur
Le texte de la loi est celui en vigueur en 2006 (traduction non officielle) :

« 1. Tout Juif a le droit d’immigrer en Israël.
2. a) L’immigration se fera avec un visa d’immigrant.

2. b) Un visa d’immigrant sera délivré à tout Juif qui aura exprimé le désir de s’établir en Israël, à moins que le ministre de l'Intérieur soit convaincu que le candidat :
1) mène des activités dirigées contre le peuple juif ; ou
2) risque de porter atteinte à la salubrité publique ou à la sécurité de l’État ; ou
3) a un passé criminel susceptible de mettre en danger le bien-être public.
3. a) Un Juif qui vient en Israël et manifeste ensuite le désir de s’établir peut, alors qu’il se trouve encore en Israël, recevoir un certificat d’immigrant.

3. b) Les exceptions précisées au paragraphe 2. b) s’appliqueront également à la délivrance d’un certificat d’immigrant, mais une personne ne sera pas considérée comme mettant en danger la santé publique du fait d’une maladie contractée après son arrivée en Israël.
4.A Tout Juif qui a immigré dans ce pays avant l’entrée en vigueur de cette loi, et tout Juif né dans ce pays que ce soit avant ou après l’entrée en vigueur de cette loi, sera considérée être une personne venue dans ce pays au terme de cette loi.
4.A
a) Les droits d’un Juif aux termes de cette loi, les droits d’un immigrant selon la loi sur la nationalité de 1952, et les droits d’un immigrant aux termes de toute autre loi sont aussi accordés aux enfants et petits-enfants d’un Juif, à son conjoint et au conjoint d’un enfant ou d’un petit-enfant d’un Juif — à l’exception d’une personne qui était juive et a, de sa propre volonté, changé de religion.
b) Il sera sans importance que le Juif par l’intermédiaire duquel un droit est invoqué aux termes du sous-paragraphe a) soit toujours ou ne soit plus en vie, ou qu’il ait ou non immigré en Israël.
c) Les exceptions et les conditions appliquées à un Juif ou à un immigrant aux termes ou en vertu de cette loi ou de la législation mentionnée dans le sous-paragraphe a) s’appliqueront également à une personne demandant à bénéficier de l’un des droits mentionnés au sous-paragraphe a).
4.B Pour les besoins de cette loi, « un Juif » désigne une personne née d’une mère juive ou convertie au judaïsme et qui n'est pas membre d'une autre religion.
5. Le ministre de l’Intérieur est chargé de l’application de cette loi et pourra prendre toute ordonnance pour son application et pour l’octroi de visas et de certificats d’immigration aux mineurs jusqu’à l’âge de 18 ans.
Les règlements pour l'application des sections 4A et 4B exigent l'approbation du comité sur la constitution, la législation et les affaires juridiques de la Knesset. »

## Problèmes d'application

### Les conversions
La loi ne précise pas qui a autorité pour effectuer des conversions. À ce titre, les conversions effectuées par les rabbins relevant du judaïsme réformé sont acceptées. Les Juifs orthodoxes, et plus encore les ultra-orthodoxes ont constamment demandé sans succès que leur soient réservées les conversions. Des personnes reconnues comme juives par la loi du retour (les personnes converties par les rabbins réformés) sont donc reconnues comme juives par l'État d'Israël, mais pas par le rabbinat orthodoxe.

### La «mère juive»
La loi ne précise pas clairement ce qu'est une « mère juive ». L'État juif accepte ainsi comme Juifs les membres de certaines communautés religieuses que les rabbins orthodoxes n'acceptent pas (comme les karaïtes et les Samaritains). En 1992, il a même été envisagé de retirer aux Samaritains le bénéfice de la loi du retour, sous la pression du Shass, parti religieux ultra-orthodoxe. Mais la Cour suprême israélienne a confirmé en 1994 leur statut officiel de Juifs. Certains groupes de haredim (ultra-orthodoxes) rejettent même la judaïté des falashas d'Éthiopie, alors même que l'État d'Israël et la majorité des orthodoxes les acceptent tels quels.
Ces débats ne sont pas que théoriques : la loi donne au Ministre de l'Intérieur le pouvoir de mettre en œuvre la loi du retour. Or, certains ministres ont été membres de partis religieux orthodoxes et ont donc refusé certains immigrants, entraînant des recours devant les tribunaux. La jurisprudence de la Cour suprême est restée en permanence favorable à une interprétation souple de la loi, refusant l'interprétation religieuse qu'en font les orthodoxes. L'amendement de la loi du retour en 1970 prévoit que « les règlements pour l'application des sections 4A et 4B exigent l'approbation du comité sur la constitution, la législation et les affaires juridiques de la Knesset », ce qui vise à limiter les conflits.

### Les couplesLGBT
Auparavant exclusivement réservée aux couples hétérosexuels, la législation israélienne est en évolution, permettant l'inclusion progressive des couples de même sexe. C'est en ce sens que le 12 août 2014, entre en vigueur l'évolution de la loi du retour israélienne, précisant : « Le conjoint du même sexe d’une personne éligible à la loi du retour et qui ne vit pas en Israël pourra aussi devenir israélien ». Ainsi, le conjoint non juif des homosexuels juifs israéliens peut disposer lui aussi du droit au retour, bien que le mariage entre personnes de même sexe ne soit pas reconnu en Israël.

## Autres lois du retour
L'Allemagne a une loi, édictée en 1943, permettant l'immigration et l'attribution de la nationalité aux membres des minorités allemandes d'Europe orientale.
L'Arménie a aussi une telle loi, au bénéfice des membres de la diaspora arménienne.
La Grèce possède aussi une telle législation pour les Grecs Micrasiates.
La France, avant 1789, permettait aux ressortissants des provinces perdues de venir habiter en France et d'y être assimilé à des nationaux français, par opposition aux étrangers ou aubains, sur simple reconnaissance. Cette clause jouait pour les ressortissants du comté de Flandre ainsi que pour ceux du duché de Milan. Les Acadiens puis les Canadiens  bénéficièrent du même traitement dans les décennies qui suivirent les traités d'Utrecht de 1713 et de Paris de 1763.
En France, sous la Ve République, la constitution d'une loi du retour a été envisagée pour les Canadiens français du fait de la rémanence de la nationalité française dont ils sont réputés être porteurs,. Une première loi du 22 décembre 1967 les distinguait des étrangers et leur offrait une dispense de stage pour demander la nationalité française s'ils s'installaient en France. Cet article a disparu du fait de la loi immigration-intégration de 2006. 
Un projet, constitué en 1967 dans le contexte de la crise franco-canadienne relative au statut du Québec, affirmait les bases de l'intervention française dans les affaires canadiennes en faveur du Québec au nom de la solidarité nationale. Le texte fut rédigé par Bernard Dorin, alors conseiller diplomatique d'Alain Peyrefitte et posa la question de son extension à d'autres descendants de Français arrachés à la France par les vicissitudes de l'histoire  : Maurice, Seychelles, Louisiane. Le projet, laissé inachevé par le départ du général de Gaulle après le référendum d'avril 1969, est ressorti en 1976 avant que Valéry Giscard d'Estaing et son homologue québécois René Lévesque renoncent à ce projet, assimilant en puissance les Canadiens français à des nationaux français.
En Espagne, une loi adoptée en juin 2015 permet sous certaines conditions l'attribution de la nationalité espagnole aux descendants des Juifs expulsés d'Espagne en 1492.
Dans les territoires palestiniens, le Droit au retour des réfugiés palestiniens adopté le 11 décembre 1948  dans le cadre de la résolution 194 de l'Assemblée générale des Nations unies concerne alors les réfugiés palestiniens (estimés à environ  700 000) à la suite de l'Exode palestinien de 1948 qui se produisit pendant la guerre israélo-arabe de 1948, ainsi que de leurs descendants (estimés à 6 millions en 2017) dans les territoires palestiniens et les trois pays voisins (Jordanie, Liban et Syrie). Cette résolution 194 « décide qu'il y a lieu de permettre aux réfugiés qui le désirent, de rentrer dans leurs foyers le plus tôt possible ».